# Енох Банза
Енох Банза (фін. Enoch Banza, нар. 4 лютого 2000, Гельсінкі, Фінляндія) — фінський футболіст конголезького походження, вінгер норвезького клубу «Рауфосс».
На правах оренди грає у фінському «Ярвенпяян Паллосеура».

## Ігрова кар'єра

### Клубна
Енох Банза є вихованцем столичного клуба ГІК, де він почав займатися футболом з восьмирічного віку. З 2017 року футболіста було залучено до першої команди але більшість часу він грав у фарм - клубі ГІКа «Клубі 04». Та все ж Банза потрапив до заявки команди на фінальний матч Кубка Фінляндії у 2017 році. Хоча сам на поле тоді не виходив.
Не маючи достатньо ігорової практики в складі ГІКа, футболіст був відправлений в оренду. Він грав у клубах Вейккаусліги КПВ та РоПС. А у 2021 році футболіст на постійній основі приєднався до клубу норвезького Першого дивізіона «Рауфосс». Та сезон 2022 року Банза також провів в оренді, граючи у Фінляндії - в клубах «Оулу» та «Ярвенпяян Паллосеура».

### Збірна
Маючи конголезьке коріння, Енож Банза народився у Фінляндії і на міжнародній арені дебютував у складі юнацької збірної Фінляндії. Також провів гість поєдинків у складі молодіжної збірної Фінляндії.

## Титули
ГІК
 Переможець Кубка Фінляндії: 2016/17